# Odontomyia peruviana
Odontomyia peruviana är en tvåvingeart som beskrevs av Macquart 1855. Odontomyia peruviana ingår i släktet Odontomyia och familjen vapenflugor.
Artens utbredningsområde är Peru. Inga underarter finns listade i Catalogue of Life.